# Odo iz Bayeuxa
Odo(poč. 1030-ih - 1097.) je bio biskup Bayeuxa i grof Kenta. Bio je polubrat Vilima Osvajača. Neko je vrijeme bio drugi čovjek po utjecaju u Engleskoj, odmah iza kralja.
Sin je Herleve i Herluina Contevilleskog. Vilim Osvajač je njegov stariji polubrat a mlađi brat je bio grof Robert Mortainski. Točan nadnevak kad se je Odo rodio nije siguran. Neki povjesničari smatraju da se je rodio oko 1030. godine, tako da je prema tome bio 19-godišnjak a ne 14-godišnjak kad ga je Vilim postavio za bajoškog biskupa 1049. godine. Lik mu se nalazi na poznatoj Tapiseriji iz Bayeuxa. Pretpostavlja se da ju je vjerojatno on naručio radi obogaćenja svoje katedrale. Čini se da naglašava da se Odo nije zapravo borio, nego da je iz pozadine poticao i hrabrio postrojbe. Tekst na latinskom jeziku iznad njegova lika kaže Hic Odo Eps (Episcopus) Baculu(m) Tenens Confortat Pueros, što na hrvatskom znači Ovdje Odo biskup drži palicu i hrabri momke. Čini se da mu je svećenički status zabranjivao rabiti mač.
Godine 1067. postao je grof Kenta. Nekoliko je godina bio pouzdanim kraljevim ministrom. Nekoliko je puta kad je Vilim bio odsutan (a to je bilo kad je odlazio natrag Normandiju), de facto bio regentom Engleske, te je povremeno vodio kraljevske postrojbe protiv pobunjenika (primjerice, za vrijeme pobune triju grofova). Ne zna se točna sfera njegove moći. Ponekad je pratio Vilima kad je putovao u Normandiju. U tom je vremenu imao velike posjede po Engleskoj, veće od ikojih drugih osim kraljevih. Imao je zemlje u 23 okruga, ponajviše na jugoistoku i u Istočnoj Angliji.